# Эванс, Гарет
Гарет Хау Эванс (англ. Gareth Huw Evans; род. 1980, Хайрон, Великобритания, Уэльс) — британский кинорежиссёр, сценарист, кинопродюсер и монтажёр. До 2015 года проживал в Индонезии.

## Карьера
Гарет Эванс окончил Университет Гламорган (ныне университет Южного Уэльса) со степенью магистра в направлении кинодраматургии. Первыми работами режиссёра были малобюджетные фильмы «Самурай Моногатари» и «Шаги». После них Эванс был нанят на должность внештатного директора[уточнить] документального фильма о малайском боевом искусстве пенчак силат. В ходе работы Эванс среди тренирующихся в школе единоборств заметил молодого, но очень талантливого ученика Ико Ювайса, который по словам Эванса поразил его своей отточенностью, профессионализмом и скоростью движений. Эванс предложил ему сняться в фильме про единоборства и сыграть там главную роль, на что Ико согласился, но как вспоминает сам актёр, воспринял это предложение несерьёзно, так как сам в этот момент работал простым курьером и даже не мечтал о карьере киноактёра. Однако фильмы, вышедшие с участием Ико Ювайса в 2011 и 2014 годах, были высоко оценены как критиками так и зрителями.

## Личная жизнь
Женат на Майе Барак-Эванс. Жил с женой и дочерью Софией в Джакарте до возвращения в Уэльс в 2015 году. Имеет приемную дочь и является братом британского актера Мэтта Райана, настоящее имя которого Мэтт Эванс.

## Фильмография
| Год  |   | Русское название   | Оригинальное название | Роль                          |
| ---- | - | ------------------ | --------------------- | ----------------------------- |
| 2003 | ф | Самурай Моногатари | Samurai Monogatari    | режиссёр, сценарист, монтажёр |
| 2006 | ф | Шаги               | Footsteps             |                               |
| 2009 | ф | Мерантау           | Merantau              | режиссёр, сценарист, монтажёр |
| 2011 | ф | Рейд               | The Raid: Redemption  | режиссёр, сценарист, монтажёр |
| 2013 | ф | З/Л/О 2            | V/H/S 2               | режиссёр, сценарист, монтажёр |
| 2014 | ф | Убийцы             | Killers               | Исполнительный продюсер       |
| 2014 | ф | Рейд 2             | The Raid 2: Berandal  | режиссёр, сценарист, монтажёр |
| 2018 | ф | Апостол            | Apostle               | режиссёр, сценарист           |
| 2020 | ф | Банды Лондона      | Gangs of London       | Режиссёр, сценарист           |
| 2025 | ф | Разрушение         | Havoc                 | режиссёр, сценарист, продюсер |